# Juanita Nielsen
Juanita Joan Nielsen (de soltera Smith; 22 de abril de 1937 - desaparecida el 4 de julio de 1975) fue una fundadora y propietaria de un periódico, editora, periodista, modelo, conservacionista urbana y heredera australiana. Desapareció tras asistir a una reunión en el club nocturno Carousel (también llamado Les Girls) de Kings Cross el 4 de julio de 1975. Nunca se ha encontrado su cuerpo.
Nielsen se opuso al desarrollo urbanístico de Victoria Street, Kings Cross, Sídney, iniciado por el promotor inmobiliario Frank Theeman, de Victoria Point Pty Ltd. En general se cree que fue asesinada por su conservacionismo, y ha habido fuertes sospechas de implicación del crimen organizado y corrupción policial. A principios de la década de 1980, dos hombres asociados al jefe del crimen de Kings Cross, Abe Saffron, fueron encarcelados por conspiración para secuestrar a Nielsen, basándose en los incidentes que precedieron a su desaparición. En noviembre de 1983, una investigación forense determinó que Nielsen había sido asesinada, pero no identificó el lugar, la causa ni a los autores.
El misterio sin resolver ha seguido preocupando a la comunidad australiana y ha inspirado varias películas.

## Biografía
Nielsen nació como Juanita Joan Smith en New Lambton, Nueva Gales del Sur, hija de Neil Donovan Smith y Vilma Grace Smith (de soltera Meares) (1905-1978). Sus padres se separaron poco después de su nacimiento y fue criada por su abuela materna en Killara, Sídney. Su padre, Neil, era inglés y heredero de la fortuna de Mark Foy's a través de sus padres, John Joseph Smith (1862-1921), presidente y director general de Mark Foy's Ltd, y su esposa, Kathleen Sophie Foy (1870-1919). Kathleen era hermana del fundador Mark Foy y de Francis Foy.
Nielsen estudió en varios colegios, entre ellos Ravenswood School for Girls, Gordon.

## Trayectoria
Antes de su carrera editorial, Juanita trabajó en Mark Foy's como modelo de guantes desde 1953 hasta que viajó al extranjero en 1959. En 1962, se casó con el marino mercante danés Jorgen Fritz Nielsen en Kobe, Japón, pero el matrimonio terminó en divorcio en 1967. Nielsen regresó a Sídney en 1965 después de vivir en el extranjero y dirigió una boutique de moda en Mark Foy's durante unos cinco años.
A principios de la década de 1970, el padre de Nielsen le compró una casa en el 202 de Victoria Street, en la localidad de Kings Cross, en Sídney, y un periódico local llamado NOW.  Publicó NOW quincenalmente desde su casa con la ayuda de su socio, David Farrell. Nielsen modeló modas y peinados para el periódico.
Frank William Theeman (nacido Franz Wilhelm Thiemann, 1913-1989), promotor inmobiliario austriaco de origen australiano, fundó la empresa promotora «Victoria Point Pty Ltd» y proyectó la reurbanización del patrimonio de Victoria Street, en Kings Cross. Se proyectaron tres edificios de apartamentos de 45 plantas y un bloque de oficinas de 15 plantas, lo que obligaba a demoler todos los edificios existentes. La comunidad de Kings Cross hizo campaña contra la urbanización y presionó con éxito a la Builders Labourers' Federation (BLF) para que impusiera una prohibición verde en el lugar en 1972. Apoyados por la BLF, los vecinos de Victoria Street se negaron a abandonar sus casas. Nielsen utilizó su periódico para dar publicidad al asunto. Como miembro de la Asociación de Contribuyentes de Victoria Street, Nielsen también presentó una objeción a la propuesta de urbanización ante el ayuntamiento. Jack Mundey, dirigente del BLF y figura destacada del Partido Comunista, describió a Nielsen como una persona de «clase alta» que al principio desaprobaba el sindicalismo, el comunismo y la okupación, pero que se volvió poco a poco más comprensiva.
En julio de 1973, Arthur King, residente de Kings Cross, fue secuestrado por dos hombres no identificados, que lo metieron en el maletero de su coche. King fue conducido a un motel a las afueras de la ciudad y retenido durante tres días antes de ser liberado cerca de la sala Venus de Kings Cross. King dimitió como jefe del grupo de acción de residentes e inmediatamente se trasladó fuera de la zona. Desconfiado de la policía por el acoso sufrido recientemente, no contó la verdad sobre su desaparición hasta 1977. Hay pruebas de que el gerente del club nocturno de Kings Cross, James McCartney «Jim» Anderson, estuvo implicado en el secuestro.
Otros residentes de Victoria Street eran acosados regularmente por hombres contratados por Theeman, que intentaba desalojarlos de sus casas. Los hombres estaban dirigidos por Fred Krahe, antiguo sargento detective de la policía de Nueva Gales del Sur. Krahe tenía fama de estar implicado en el crimen organizado y se sospechaba que había asesinado a la prostituta Shirley Brifman después de que ésta le acusara de corrupción.
Los vecinos de Kings Cross se mudaban a las casas de los demás para que ninguna quedara desatendida. En 1973, cuando el marino mercante, músico de jazz y activista comunista Jack Rabald Fowler, comúnmente conocido como «Mick», regresó de un periodo de trabajo en el mar, encontró su casa alquilada tapiada. Tras embargar su casa, Fowler luchó y, en 1976, perdió una batalla judicial para quedarse allí. Se dice que la tensión de la lucha le causó la muerte prematura, a los 51 años, en agosto de 1979. Los residentes que habían ocupado las casas fueron desalojados por la policía el 3 de enero de 1974.
En 1974, Nielsen intensificó su oposición a la urbanización en su periódico. La prohibición verde del BLF se rompió a finales de 1974, cuando la dirección federal del BLF, sobornada por los promotores, destituyó a los dirigentes de la sección de Nueva Gales del Sur. Sin embargo, la Asociación Federada de Maquinistas y Bomberos mantuvo la prohibición verde. Además, Nielsen convenció al Sindicato de la Junta de Aguas para que impusiera su propia prohibición. En febrero de 1975, Theeman se reunió con Nielsen e intentó sin éxito que cambiara de opinión sobre la urbanización. En junio de 1975, los intereses del dinero prestado por la empresa de Theeman se acumulaban a un ritmo de 16.800 dólares semanales.

La primera fase de la construcción de la urbanización de Victoria Street se completó en 1978.

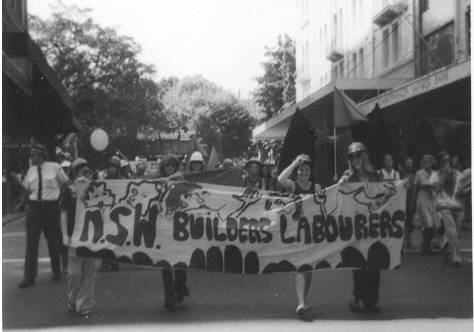
La Federación de Trabajadores de la Construcción marchando en el Día Internacional de la Mujer en Sídney, 1975.

En el cercano suburbio de Woolloomooloo, en 1975, los gobiernos de Nueva Gales del Sur y federal llegaron a un acuerdo con Theeman para el desarrollo de la cuenca de Woolloomooloo. Nielsen era miembro del Grupo de Acción de Residentes de Woolloomooloo, que recibía amenazas en 1975.
El Carousel Club de Kings Cross (llamado «Les Girls» en otras ocasiones) era uno de los bares y clubes nocturnos controlados por Abe Saffron, figura importante del crimen organizado de Sídney. El club estaba gestionado por Jim Anderson, quien, como reveló una investigación posterior, debía 260.000 dólares australianos (unos 1,6 millones de dólares australianos en dinero de 2011) a Theeman. Según Alan, el hijo de Saffron, éste prestó grandes sumas de dinero a varios destacados empresarios de Sídney, entre ellos Theeman.
El Carousel no había tenido tratos con Nielsen anteriormente, pero el 13 de junio de 1975 Anderson había iniciado el contacto enviando a Nielsen una invitación para asistir a una noche de prensa en el club. Normalmente no habría sido invitada porque su periódico, NOW, no daba publicidad gratuita a empresas comerciales. Nielsen no asistió al evento y se informó que Anderson estaba furioso. El 29 de junio, Lloyd Marshall, director de relaciones públicas del Carousel, invitó a Nielsen a una reunión en el Travelodge de Camperdown, supuestamente para hablar de publicidad relacionada con el paisajismo, pero su socio David Farrell contó más tarde que Nielsen sospechó y se negó a asistir.
El 30 de junio, Edward Frederick «Eddie» Trigg y Shayne Martin-Simmonds, ambos empleados de The Carousel, fueron a casa de Nielsen supuestamente para hablar de publicidad en NOW. Más tarde se supo que pretendían atrapar a Nielsen cuando abriera la puerta, pero su plan se frustró cuando Farrell abrió la puerta en su lugar. Los dos hombres utilizaron su tapadera, pero Nielsen estaba escuchando en una habitación contigua y, cuando se marcharon, felicitó a Farrell por su gestión de la consulta y se burló de él diciéndole que podría enviarle a vender publicidad en NOW. Según Farrell, a Nielsen le preocupaba seriamente que su activismo la pusiera en peligro. Le comentó sus temores unas dos semanas antes de su desaparición y se las arregló para mantenerle regularmente informado de su paradero.
El jueves 3 de julio, a las 17.30 horas, Trigg llamó a Nielsen para concertar una cita y hablar de la publicidad del club en NOW. Quedaron en verse al día siguiente sobre las 10.15 horas en el club.

## Desaparición
El viernes 4 de julio de 1975, Nielsen acudió al Carousel Club de Kings Cross para una reunión con Trigg sobre publicidad, como se había acordado la noche anterior. A las 10.30 horas, telefoneó a Farrell para decirle que llegaba tarde a la reunión.
En 2000, Loretta Crawford, recepcionista del Carrusel, hizo una nueva afirmación: que llamó por teléfono a Jim Anderson a su casa de Vaucluse, le dijo que Nielsen había llegado y que estaba «bastante contento» por la noticia. Crawford insistió en que Anderson estaba en su casa de Vaucluse, no en Surfers Paradise (Queensland), como siempre había afirmado. En las declaraciones originales a la policía, Trigg y Crawford afirmaron que, tras la reunión, Nielsen se marchó sola del club, aunque en 1976 Crawford cambió su versión y dijo que Nielsen y Trigg se marcharon juntos. Un agente inmobiliario local dijo a la policía que vio a Nielsen subirse a un coche amarillo a la salida del club; había dos hombres en el coche.
Esa fue la última vez que alguien vio a Nielsen. El sábado, Farrell denunció ante la policía la desaparición de Nielsen. Cuando Trigg fue interrogado por la policía, confirmó el encuentro y presentó un recibo que Nielsen le había dado por un anticipo de la publicidad. Dijo que ella se había marchado para almorzar. El bolso y otros efectos personales de Nielsen fueron descubiertos el 7 de julio, abandonados en una autopista cerca de Penrith, en el oeste de Sídney. El martes 8 de julio, la policía comunicó la noticia de la desaparición a los medios de comunicación.

## Juicios por secuestro

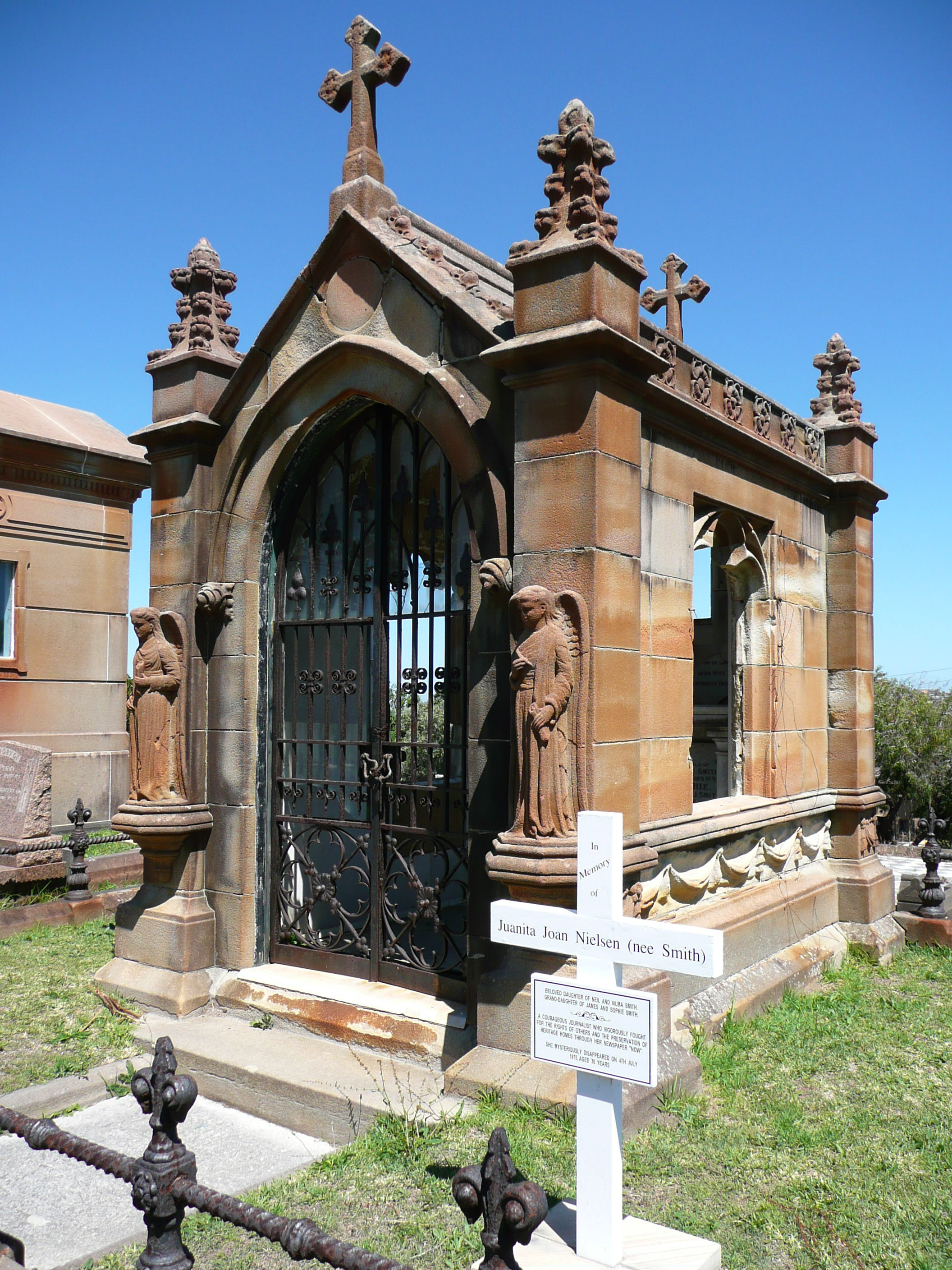
Monumento a Juanita Nielsen, cementerio de South Head, Vaucluse, Nueva Gales del Sur

A finales de 1977, Trigg, Shayne Martin-Simmonds y Lloyd Marshall, todos ellos empleados del Carousel Club, fueron acusados de conspirar para secuestrar a Nielsen en relación con los incidentes previos a su desaparición. Al ser interrogado por la policía el 6 de noviembre de 1977, Martin-Simmonds confirmó que la historia de la publicidad era una treta y que su intención real era secuestrar a Nielsen si estaba sola y llevarla a ver a «gente que quería hablar con ella». Dijo que él y Trigg pretendían:
«... Simplemente agarrarla por los brazos y evitar que gritara, nada duro, nada de gánsteres. Pensamos que bastaría con que dos tipos le dijeran que viniera para que pensara que si no lo hacía podría resultar herida... Hablamos de que cuando entrara en la habitación, uno de nosotros se quedaría de pie y el otro se acercaría por detrás y la agarraría tranquilamente por los brazos y quizá le pondría una mano en la boca o una almohada en la cabeza.»
Martin-Simmonds dijo a la policía que desconocía la identidad de las personas que querían hablar con Nielsen.
El juicio comenzó en 1980. El juez ordenó al jurado que absolviera a Marshall, ya que no había pruebas que lo relacionaran con el plan de utilizar la fuerza contra Nielsen. El jurado no pudo llegar a un veredicto sobre Trigg y Martin-Simmonds, y se ordenó la celebración de un nuevo juicio. En 1981, Martin-Simmonds fue juzgado de nuevo, declarado culpable y condenado a dos años de cárcel. El juez le interrogó sobre la identidad de las personas que le habían contratado para el secuestro, pero no facilitó ninguna información.
Trigg huyó a Estados Unidos con un pasaporte falso y fue detenido en San Francisco en 1982. Dijo a la policía: «Están haciendo todo este ruido por una mujer que no era más que una comunista redomada. No supone ninguna pérdida para la sociedad», dijo a la policía.Extraditado a Australia, se declaró culpable y en 1983 fue encarcelado durante tres años.

## Investigación forense
En 1983 se celebró una investigación forense con jurado, la más larga de la historia de Nueva Gales del Sur, que duró 13 semanas y en la que declararon 69 testigos. Theeman negó que Nielsen supusiera una amenaza para sus planes de desarrollo. Saffron dijo que había oído hablar de la desaparición en los periódicos y que no había indagado más.
En la investigación se dijo que Anderson tenía numerosos vínculos personales y comerciales con la familia Theeman. Anderson aceptó ser un sospechoso obvio, pero negó cualquier implicación directa o indirecta. El abogado que asistió a la investigación lo describió como un «extraño a la verdad». Anderson culpó al detective Fred Krahe de la muerte de Nielsen.
El abogado de la herencia de Nielsen dijo que Trigg y Martin-Simmonds tenían que estar implicados en la desaparición, argumentando que el hecho de que dos grupos conspiraran contra Nielsen al mismo tiempo sería una «coincidencia muy, muy, increíble».
Ni el forense ni ninguno de los abogados que comparecieron en la investigación sostuvieron que hubiera pruebas suficientes para acusar a ninguna persona conocida. El jurado determinó que Nielsen había muerto «el 4 de julio de 1975 o poco después», aunque no había pruebas suficientes para demostrar cómo murió o quién la mató. El jurado consideró que había «pruebas que demostraban que las investigaciones policiales se vieron inhibidas por una atmósfera de corrupción, real o imaginaria, que existía en aquel momento».

## Comité parlamentario federal
En 1994, el Comité Mixto Parlamentario de la Commonwealth sobre la Autoridad Nacional contra el Crimen criticó los fallos policiales y relacionó la desaparición de Nielsen con promotores inmobiliarios y el hampa de King Cross. El comité cuestionó el uso por parte de la Autoridad Nacional contra el Crimen de Jim Anderson como informador protegido, ya que era sospechoso de la desaparición y de otras actividades delictivas.

## Afirmaciones posteriores de los medios de comunicación
Una mujer nacida en Nueva Zelanda, Marilyn King, antigua novia de Edward Trigg, declaró a un periodista que Trigg había vuelto a casa el 4 de julio con sangre en la ropa. Un trozo de papel que llevaba en el bolsillo, supuestamente un recibo firmado por Nielsen por el dinero de la publicidad pagado por Trigg, también tenía sangre. Según King, Trigg tiró la camisa y el trozo de papel manchado de sangre. King nunca declaró ante la policía ni en la investigación forense.
En 2004, el programa de ABC-TV The 7:30 Report emitió una nueva entrevista con Crawford en la que afirmaba que su anterior testimonio sobre Nielsen era falso y había sido inventado para proteger a su antiguo jefe, James Anderson, pero que la reciente muerte de Anderson significaba que ahora era libre de revelar la verdad. La nueva afirmación de Crawford era que Nielsen había sido efectivamente asesinada en el sótano del club en presencia de Trigg y Martin-Simmonds, y que había visto el cuerpo de Nielsen en el suelo, con una única herida de bala pequeña, y que vio a un tercer hombre, al que no nombró, de pie junto al cuerpo de Nielsen, sosteniendo una pistola.
El motivo del asesinato de Nielsen fue su oposición a la urbanización de Victoria Street. Sin embargo, también se ha afirmado que estaba trabajando en un reportaje sobre el vicio, la corrupción y el juego ilegal en Cross. Su entonces novio, John Glebe, declaró que Nielsen le había contado que había recibido amenazas telefónicas y que llevaba cintas de casete en el bolso. Según Glebe, Nielsen le había dicho que las cintas podían «hacer saltar por los aires» un asunto en el que estaba trabajando. En 2005, el periodista Barry Ward publicó un artículo en The Bulletin en el que afirmaba que el detective privado Allan Honeysett había proporcionado a Nielsen expedientes sobre «destacadas personalidades de Sídney», y especulaba con que estos documentos habrían sacado a la luz a los principales implicados en la industria del juego ilegal de Sídney.
El 25 de febrero de 2013, Trigg murió solo en una habitación que había alquilado en el hotel Abbotts, en Waterloo, un barrio del centro de Sídney. El diario australiano informó de que, antes de su muerte, Trigg había escrito un relato de su participación en el caso, en el que «daba nombres» de los implicados y revelaba el lugar donde descansaban los restos de Nielsen. Un portavoz de la policía de Nueva Gales del Sur confirmó que la policía había registrado la residencia de Trigg tras su muerte, pero se negó a comentar el resultado. El informe también decía que el relato iba a publicarse tras su muerte para proporcionar una herencia a sus descendientes.

## Recompensa
En 2021, la recompensa por información sobre la desaparición de Juanita Nielsen se duplicó hasta alcanzar el millón de dólares. Su familia y la policía expresaron su esperanza de poder encontrar los restos de Nielsen.

## En la cultura australiana
La desaparición de Nielsen fue novelada en 1981 en la película de Donald Crombie The Killing of Angel Street. Crombie afirmó que la realización de la película estuvo cargada de tensión:
Lo investigamos a fondo y creo que nos acercamos bastante a la bestia. Fuimos advertidos por nada menos que John Dowd, que ahora es juez, creo. Llamó a Tony Buckley y le dijo que esta película estaba un poco cerca de los huesos y, hablando de mí, dijo: «Tiene hijos pequeños y debería pensar un poco en lo que está haciendo». No nos desanimó, pero sí que miraste debajo del coche durante dos días porque pensabas, espera un momento, ¿de qué va todo esto? Y el nexo entre el gobierno y las grandes empresas y el crimen. Se sienten muy cómodos juntos.
A esta le siguió rápidamente otra película, Heatwave, de Phillip Noyce, en 1982. En 2018 se estrenó un documental artístico, The Beehive, de Zanny Begg.
El Ayuntamiento de Sídney inauguró el Centro Comunitario Juanita Nielsen en Woolloomooloo en 1983.